# Liviu Ganea
Liviu Adrian Ganea (n. 23 februarie 1988, București, România) este un jucător român de fotbal care evoluează pentru clubul din Liga a IV-a, Carmen București.
A debutat pentru echipa națională a României la data de 8 februarie 2011, într-un meci amical împotriva Ucrainei.